# 以色列游说集团与美国对外政策
以色列游说集团与美国对外政策是芝加哥大学政治学教授约翰·米尔斯海默和哈佛大学肯尼迪学院国际关系教授斯蒂芬·沃尔特于2007年8月底出版的一本书。该书發行後登上了《纽约时报》的纽约时报畅销书榜。
这本书将以色列游说团体描述为 "一个由个人和组织组成的松散联盟，他们积极致力于将美国外交政策引向亲以色列的方向"。该书 "主要关注游说集团对美国外交政策的影响及其对美国利益的负面影响"。作者还认为，"游说团体的影响无意中也对以色列造成了伤害。"
作者认为，尽管 "以色列游说集团的边界无法准确确定"，但它 "有一个核心，由一些组织组成，这些组织公开宣称的目的是鼓励美国政府和美国公众向以色列提供物质援助并支持以色列政府的政策，还有一些有影响力的个人，他们也把这些目标作为首要任务"。他们指出，"并非每个对以色列持赞成态度的美国人都是游说团体的一部分"。
虽然 "游说团的大部分成员是美国犹太人"，有许多美国犹太人不属于游说团体，游说团体还包括基督教犹太复国主义者。他们还声称，"游说团 "中的一些重要团体正在向右转，并与新保守主义者重叠。
在该书出版之前，米尔斯海默和沃尔特受《大西洋月刊》委托撰写了一篇论文。《大西洋月刊》拒绝了这篇论文，该论文发表在《伦敦书评》上。这篇论文引起了相当大的争议，既有赞扬 也有批评。

## 背景
该书源于 2002 年《大西洋月刊》委托撰写的一篇论文，但由于《大西洋月刊》和作者均未公开解释的原因，该论文被否决了。2006 年，该书作为工作文件在肯尼迪学院的网站上发布。
2006年3月，《伦敦书评》以《以色列游说团》为题发表了该工作文件的精简版。
该书于2007年8月底出版。本书在几个方面与之前的论文有所不同：它对游说团体的定义进行了扩展，对论文招致的批评做出了回应，更新了作者的分析，并就美国应如何推进其在中东的利益提出了建议。米尔斯海默在这本书中阐述了他对以色列的立场，从而拉开了他与汉娜·阿伦特和汉斯·摩根索等知名学者以及他们对以色列的支持的距离。后者曾被米尔斯海默认为对他自己在国际关系领域的写作发展具有重要意义。
平装本于2008年9月出版。